# Нова щирість
Нова щирість (англ. New Sincerity; тісно пов’язаний й іноді описується, як синонім постпостмодернізму) — напрям у музиці, естетиці, художній літературі, кінокритиці, поезії, літературній критиці та філософії, який загалом описує творчі роботи, що відриваються від концепцій постмодерністської іронії та цинізму.
Його використання починається з середини 1980-х років; однак її популяризував у 90-х роках американський автор Девід Фостер Воллес.

## У музиці
«Нова щирість» була використана, як колективна назва для вільної групи альтернативних рок-гуртів, що базувалися в Остіні, у роки приблизно від 1985 до 1990, які сприймалися як реагування на іронічний світогляд тодішніх видатних музичних рухів, себто панк-рок і нова хвиля. За словами автора Баррі Шенка, Саблетт сказав: «Усі ці гурти нової щирості лайно». Саблетт (на своєму власному вебсайті) зазначив, що його неправильно процитували, і насправді сказав Мозер: «Ця вся нова щирість для мене… не моя чашка чаю». У будь-якому випадку, Мозер почала використовувати цей термін у пресі, і в кінцевому підсумку стає крилатою фразою для цих гуртів.
Найуспішнішим гуртом «нової щирості» став The Reivers (спочатку називався Zeitgeist), який випустив чотири добре прийнятих альбомів між 1985 і 1991 роками. True Believers на чолі з Алехандро Есковедо та Джон Ді Ґрехем також отримали широкі критичні похвали та місцеві визнання в Остіні, проте, серед інших проблем, у групи було складно зафіксувати свій живий звук на записах. Інші важливі гурти «нової щирості», зокрема Doctors Mob, Wild Seeds, та Glass Eye. Ще однією вагомою фігурою «нової щирості» став ексцентричний, критично відомий автор пісень Деніел Джонстон.
Незважаючи на велику критичну увагу (зокрема національне висвітлення у Rolling Stone та епізод програми «The Cutting Edge» на MTV 1985 року), жоден із гуртів «нової щирості» не мав особливого комерційного успіху, і «сцена» закінчилася за кілька років.
Інші музичні письменники використовували «нову щирість» для опису пізніших виконавців, таких як Arcade Fire, Конор Оберст, Cat Power, Девендра Бангарт, Джоанна Н'юсом, Neutral Milk Hotel, Стівенс Суф'ян, Idlewild і Джош Тіллман, а також Okkervil River Leatherbag і Майкл Воллер.

## У кінокритиці
Критик Джим Коллінз ввів концепцію «нової щирості» до кінокритики у своєму нарисі 1993 року під назвою «Загальність у 90-х: еклектична іронія та нова щирість». У цьому нарисі він протиставляє фільми, які трактують жанрові умовності з «еклектичною іронією», а ті, що ставляться до них серйозно, з «новою щирістю». Коллінз описує:
|  | … «нова щирість» таких фільмів, як «Поле чудес» (1989), «Той, що танцює з вовками» (1990) та «Капітан Гак» (1991), усі вони залежать не від гібридизації, а від «етнографічного» переписування фільму класичного жанру, який виступає як їх натхнення, всі намагаються використовувати ту чи іншу стратегію, відновити «чистоту», яка, очевидно, існувала навіть у Золоту добу кіножанру. |

Інші критики запропонували «нову щирість» як описовий термін для роботи американських режисерів, таких як Вес Андерсон, Пол Томас Андерсон, Тодд Луїзо, Софія Коппола, Чарлі Кауфман, Зак Брефф, Джаред Гесс, Раян Джонсон та режисери з інших країн, зокрема Мішель Ґондрі, Ларс фон Трієр, рух «Догма 95», Акі Каурісмякі та Педро Альмодовар. «Естетика нової щирості» також була пов'язана з іншими видами мистецтва, зокрема «реаліті-телебачення, інтернет-блоґи, щоденницький стиль літератури чик-літ, [та] особисті відео на You-Tube […]».

## У художній літературі та її критиці
У відповідь на гегемонію метафіціальної та самосвідомої іронії сучасної художньої літератури, письменник Девід Фостер Воллес передбачив у своєму нарисі 1993 р. «E Unibus Pluram: Television and U.S. Fiction» новий літературний рух, який підтримуватиме щось подібне до «нової щирості»:
|  | Наступні справжні літературні «бунтарі» в цій країні цілком можуть з'явитися як якась дивна група анти-бунтарів, народжених оґлерів, які наважуються якимось чином відмовитися від іронічного спостереження, у яких дитяча жовч насправді має схвалити та посилити одноосібні принципи. Хто з повагою та переконанням ставиться до простих старих непересічних людських неприємностей та емоцій у житті США. Хто ухиляється від самосвідомості та втоми стегна. Ці анти-бунтарі, звичайно, застаріли ще до створення. Мертві на сторінці. Занадто щирі. Явно пригнічені. Відсталий, вигадливий, наївний, анахронічний. Можливо, в цьому і буде справа. Мабуть, тому вони будуть наступними справжніми повстанцями. Справжні бунтівники, наскільки я бачу, ризикують на осуд. Старі постмодерністські повстанці ризикували задихатись і кричати: шок, огида, обурення, цензура, звинувачення в соціалізмі, анархізм, нігілізм. Сьогоднішні ризики різні. Нові бунтарі можуть бути артистами, готовими ризикувати позіханням, закатаними очима, прохолодною посмішкою, підсунутими ребрами, пародією обдарованих іроністів, «о, як банально». Ризикувати звинуваченнями в сентиментальності, мелодрамі. Про надмірність. М'якості. Своїх бажань перемогти цілий світ ларкерів (англ. lurkers) та глядачів, які бояться поглядів та насмішок над ув’язненням без закону. Хто знає. |

Далі це було вивчено у блозі «Fiction Advocate» Майка Моатса:
|  | Теорія така: «Нескінченний жарт» — спроба Воллеса проявити і драматизувати революційний стиль художньої літератури, до якого він закликав у своєму нарисі «E Unibus Pluram: Television and U.S. Fiction». Стиль — той варіант, в якому нова щирість переможе іронічну відстороненість, яка витіснила сучасну художню літературу наприкінці 20 століття. Воллес намагався написати протиотруту цинізму, який так сильно пронизав і засмутив американську культуру. Він намагався створити розвагу, яка б змусила нас знову говорити. |

У своєму нарисі 2010 року «David Foster Wallace and the New Sincerity in American Fiction» Адам Келлі стверджує, що вигадка Воллеса та його покоління відзначається відродженням і теоретичним переосмисленням щирості, кидаючи виклик акценту на автентичності, що домінувало в літературі двадцятого століття та концепції самості. Крім того, численні автори були описані як учасники руху «нова щирість», зокрема Джонатан Франзен, Зеді Сміт, Дейв Еґґерс, Стівен Ґрем-Джонс та Майкл Шейбон.

## У філософії
«Нова щирість» також іноді використовується для позначення філософської концепції, яка витікає з основних принципів перформатизму. Це також розглядається як одна з ключових характеристик метамодернізму. Супутня література включає «The Trouble with Beauty» Венді Штейнер, а також «On Beauty and Being Just» Елейн Скаррі. Споріднені рухи можуть включати постпостмодернізм, нові пуритани, стакізм, рух Кітча та ремодернізм, а також рух Догма 95 під керівництвом Ларса фон Трієра та інших.

## Як культурний рух
«Нова щирість» підтримується з 2002 року радіоведучим Джессі Торном на радіо The Sound of Young America (тепер Bullseye), описаний як «програма громадського радіо про речі, які є приголомшливими». Торн характеризує «нову щирість» як культурний рух, визначений диктатом, зокрема «максимум розваг» (англ. maximum fun) та «будьте більш дивовижними» (англ. be more awesome). Він відзначає негабаритне святкування радості і відкидає іронію, а особливо іронічну оцінку культурних продуктів. Торн просував цю концепцію в своїй програмі та в інтерв'ю до такої міри, що в науковій роботі з російської пострадянської естетичної теорії було згадано про нього як американського популяризатора терміну «нова щирість». Типова експлікація концепції Торна — це «Маніфест нової щирості» (2006):

Що таке нова щирість? Подумайте про це, як про іронію і щирість, об'єднаних, як Вольтрон, аби сформувати новий рух дивовижної сили. Або подумайте про це як про відсутність іронії та щирості, де менше (очевидно) більше. Якщо вони напружують мозок, просто подумайте про Івеля Кнівеля. Давайте будемо відверті. Немає ніякого способу, щоб оцінити Івеля Кнівеля буквально. Зло — це той тип людини, який кидає виклик навіть вигадці, тому що реальність занадто велика. Ось людина в червоно-біло-синьому шкіряному комбінезоні, за кермом якоїсь ракетної машини. Людина, яка досягла слави і багатства, перестрибуючи через все підряд. Ось справжній чоловік, який відчуває себе як вдома, як павучок на обкладинці коміксу. Простіше кажучи, Евелін Найвел вражає уяву. Але точно також його не можна сприймати іронічно. Справа в тому, що зло, одним словом, щось страхітливе. […] Наше привітання: подвійний великий палець вгору. Наше кредо: «будьте більш дивовижними». Наш спосіб життя: «максимум розваг». Кинь обережність на вітер, друг, і живи новою щирістю.
В інтерв'ю у вересні 2009 року Торн прокоментував, що «нова щирість» почалася як «дурний філософський рух, який я і деякі мої друзі придумали в коледжі й що все, що ми говорили, було жартом, але в той же час це не було жартом в тому сенсі, що ми не були двоєдушними чи кемпами. Коли ми говорили про смішні речі, ми були щирі в них».
Концепція Торна про «нову щирість» як соціальну реакцію набула популярності з моменту введення ним цього терміна в 2002 році. Деякі з них вказують на терористичний акт 11 вересня 2001 року і наступні події, що створили цей рух, в якому стався різкий зсув тону. 1990-ті роки вважалися періодом художніх творів, дозрілих з іронією, і ці нападки потрясли зміни в американській культурі. Ґрейдон Картер, редактор Vanity Fair, опублікував передовицю через кілька тижнів після нападу, стверджуючи, що «це був кінець століття іронії». Джонатан Фіцджеральд для The Atlantic припускає, що цей новий рух також можна віднести до більш широких періодичних зрушень, які відбуваються в культурі.
У результаті цього руху деякі культурні твори, в тому числі багато з перерахованих вище, вважалися елементами «нової щирості», але це також розглядалося як манірність, прийнята широкою публікою, щоб показати вдячність за культурні твори. Ендрю Вотеркаттер з Wired бачив це як можливість отримувати задоволення від вина, не відчуваючи провини в тому, аби насолоджуватися цим, і вміти ділитися цією вдячністю з іншими. Одним з таких прикладів руху «нової щирості» є броні, в основному дорослі і переважно чоловічі шанувальники анімаційного шоу «My Little Pony: Дружба — це диво», яке випускається компанією Hasbro для продажу своїх іграшок молодим дівчатам. Ці шанувальники були названі «інтернет-нео-щирість у своїх кращих проявах», без зусиль насолоджуючись шоу та кидаючи виклик заздалегідь задуманим гендерним ролям, яке таке шоу зазвичай в собі несе.

## Регіональні варіанти

### В американській поезії
Починаючи з 2005 року, поети, зокрема Реб Лівінґстон, Джозеф Массі, Ендрю Містер та Ентоні Робінсон, співпрацюють у поетичному русі в блозі, який Массі назвав «„новою щирістю“ в американській поезії — на противагу холодній іронізованій поезії, що домінує над журналами та новими поетичними книгами». Інші поети, названі асоційованими з цим рухом або його принципами, зокрема Девід Берман, Кетерін Ваґнер, Дін Янґ, Метт Гарт, Міранда Джулі (який є також режисером), Дао Лін, Стів Роґґенбак, Фредерік Сейдель, Аріель Ґрінберґ, Карина МакҐлінн та Міра Ґонзалез.

### Росія
У Росії термін нова щирість (рос. новая искренность) застосовувався ще в середині 1980-х або на початку 1990-х поетом-дисидентом Дмитром Пріговим та критиком Михайлом Епштейном як відповідь на домінуюче почуття абсурду в пізньому радянському і пострадянській культурі. Епштейн сказав, що «постконцептуалізм, або нова щирість — експеримент по реанімації „впалих“, мертвих мов з новим пафосом любові, сентиментальності та ентузіазму».
У наш час нова щирість протиставляється не радянській літературі, а постмодернізму. Дмитро Воденніков визнано став лідером нової хвилі російської нової щирості як і Віктор Пелевін.